# China Open 2013
Il China Open 2013 è stato un torneo di tennis giocato sui campi di cemento all'aperto. È stata la 15ª edizione del torneo maschile, che appartiene al circuito ATP World Tour 500 series nell'ambito dell'ATP World Tour 2013, e la 17ª del torneo femminile facente parte della categoria Premier nell'ambito del WTA Tour 2013. Sia gli incontri maschili che quelli femminili si sono giocati all'Olympic Green Tennis Center di Pechino, Cina, dal 30 settembre al 6 ottobre 2013. Nella settimana precedente si è giocato il torneo riservato alla categoria Junior.

## Partecipanti ATP

### Teste di serie
| Nazionalità | Giocatore       | Ranking* | Testa di serie |
| ----------- | --------------- | -------- | -------------- |
| Serbia      | Novak Đoković   | 1        | 1              |
| Spagna      | Rafael Nadal    | 2        | 2              |
| Spagna      | David Ferrer    | 4        | 3              |
| Rep. Ceca   | Tomáš Berdych   | 6        | 4              |
| Francia     | Richard Gasquet | 9        | 5              |
| Svizzera    | Stan Wawrinka   | 10       | 6              |
| Germania    | Tommy Haas      | 13       | 7              |
| Stati Uniti | John Isner      | 16       | 8              |

* Le teste di serie sono basate sul ranking al 23 settembre 2013.

### Altri partecipanti
I seguenti giocatori hanno ricevuto una wildcard per il tabellone principale:
- Lleyton Hewitt
- Wu Di
- Zhang Ze

I seguenti giocatori sono passati dalle qualificazioni:

- Lu Yen-hsun
- Somdev Devvarman
- Roberto Bautista Agut
- Santiago Giraldo

## Partecipanti WTA

### Teste di serie
| Nazionalità | Giocatrice           | Ranking* | Testa di serie |
| ----------- | -------------------- | -------- | -------------- |
| Stati Uniti | Serena Williams      | 1        | 1              |
| Bielorussia | Viktoryja Azaranka   | 2        | 2              |
| Polonia     | Agnieszka Radwańska  | 4        | 3              |
| Cina        | Li Na                | 5        | 4              |
| Italia      | Sara Errani          | 6        | 5              |
| Danimarca   | Caroline Wozniacki   | 8        | 6              |
| Germania    | Angelique Kerber     | 9        | 7              |
| Serbia      | Jelena Janković      | 10       | 8              |
| Rep. Ceca   | Petra Kvitová        | 11       | 9              |
| Danimarca   | Roberta Vinci        | 12       | 10             |
| Stati Uniti | Sloane Stephens      | 13       | 11             |
| Slovacchia  | Carla Suárez Navarro | 14       | 12             |
| Germania    | Sabine Lisicki       | 15       | 13             |
| Serbia      | Ana Ivanović         | 16       | 14             |
| Australia   | Samantha Stosur      | 17       | 15             |
| Romania     | Simona Halep         | 18       | 16             |

* Le teste di serie sono basate sul ranking al 24 settembre 2012.

### Altre partecipanti
Le seguenti giocatrici hanno ricevuto una wildcard per il tabellone principale:
- Francesca Schiavone
- Venus Williams
- Zhang Shuai
- Zheng Jie

Le seguenti giocatrici sono passate dalle qualificazioni:

- Eugenie Bouchard
- Galina Voskoboeva
- Misaki Doi
- Polona Hercog
- Sharon Fichman
- Chanelle Scheepers
- Lauren Davis
- Sílvia Soler Espinosa

## Campioni

### Singolare maschile
Novak Đoković ha sconfitto in finale  Rafael Nadal per 6–3, 6–4.
- È il trentottesimo titolo per Đoković e il quarto nel 2013.

### Singolare femminile
Serena Williams ha sconfitto in finale  Jelena Janković per 6–2, 6–2.
- È il cinquantaseiesimo titolo in carriera per la Williams e il decimo del 2013.

### Doppio maschile
Maks Mirny /  Horia Tecău hanno sconfitto in finale  Fabio Fognini /  Andreas Seppi per 6–4, 6–2.

### Doppio femminile
Cara Black /  Sania Mirza hanno sconfitto in finale  Vera Duševina /  Arantxa Parra Santonja per 6–2, 6–2.